# Nguyễn Thị Hoài Thu (vận động viên)
Nguyễn Thị Hoài Thu (sinh ngày 7.1.1985 tại Hà Nội) là một cựu vận động viên Taekwondo người Việt Nam. Cô từng giành được nhiều thành tích cao như 2 huy chương bạc tại Asiad 2006 và Asiad 2010, huy chương vàng tại Đại hội võ thuật Châu Á 2009, 2 huy chương vàng, 2 huy chương bạc tại các kỳ SEA Games. Ngoài ra cô cũng từng tham gia tranh tài tại Olympics 2008. Sau khi giải nghệ cô làm huấn luyện viên đội tuyển taekwondo trẻ, Trung tâm thể thao Công an nhân dân (Bộ Công an).